# Vaudreching
Vaudreching est une commune française située dans le département de la Moselle et le bassin de vie de la Moselle-Est, en région Grand Est.

## Géographie
Le village se situe dans le pays de Nied, à proximité de la ville de Bouzonville, chef-lieu du canton.

### Communes limitrophes
|            |             | Bouzonville |
| Freistroff | Vaudreching | Alzing      |
| Rémelfang  |             | Brettnach   |

### Hydrographie
La commune est située dans le bassin versant du Rhin au sein du bassin Rhin-Meuse. Elle est drainée par la Nied et le ruisseau l'Esbach.
La Nied, d'une longueur totale de 96,7 km, prend sa source dans la commune de Marthille, traverse 47 communes françaises, puis poursuit son cours en Allemagne où elle se jette dans la Sarre.

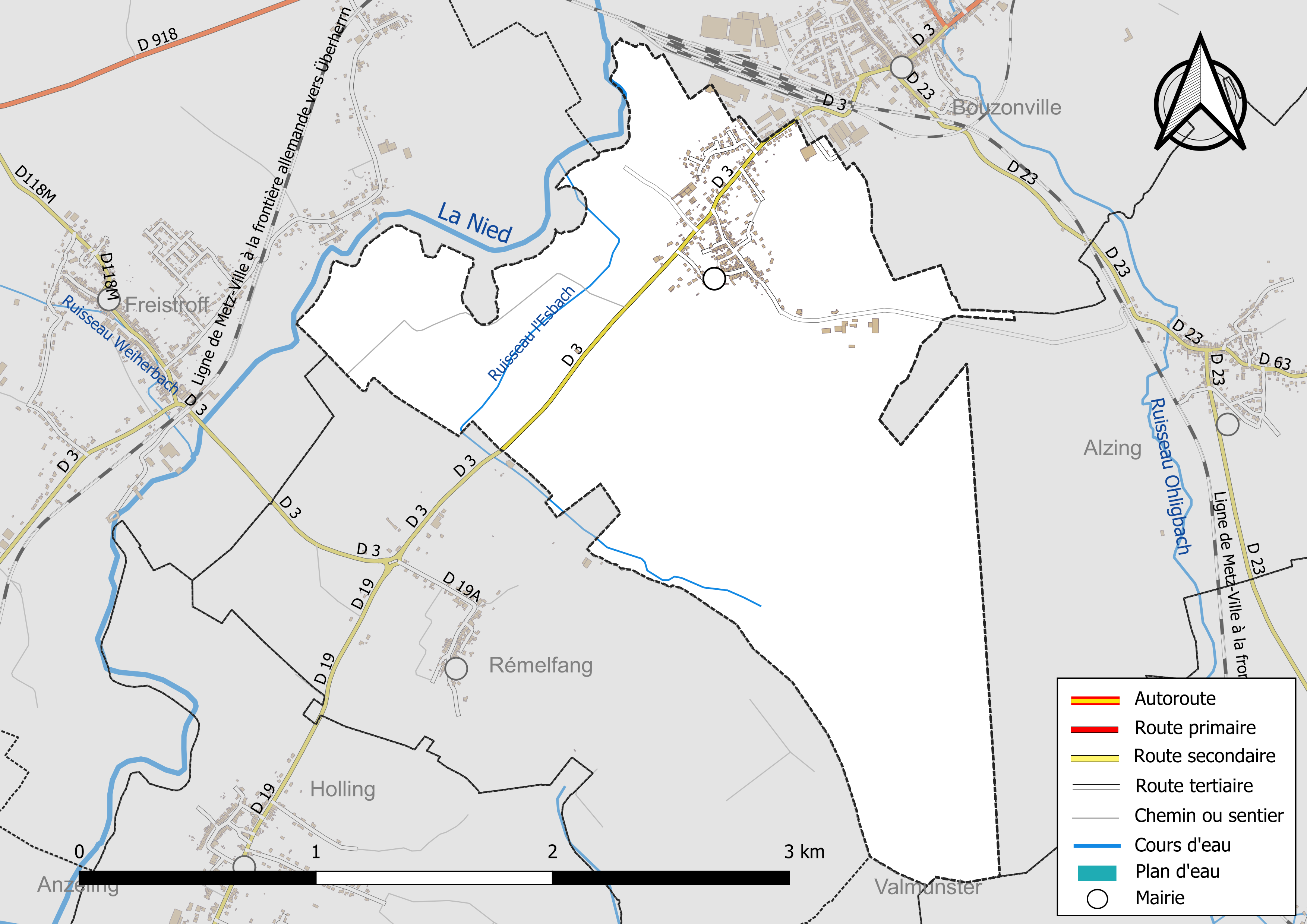
Réseaux hydrographique et routier de Vaudreching.

La qualité des eaux des principaux cours d’eau de la commune, notamment de la Nied, peut être consultée sur un site dédié géré par les agences de l’eau et l’Agence française pour la biodiversité.

### Climat
Pour des articles plus généraux, voir Climat du Grand Est et Climat de la Moselle.
En 2010, le climat de la commune est de type climat des marges montargnardes, selon une étude du Centre national de la recherche scientifique s'appuyant sur une série de données couvrant la période 1971-2000. En 2020, Météo-France publie une typologie des climats de la France métropolitaine dans laquelle la commune est exposée à un climat semi-continental et est dans la région climatique  Lorraine, plateau de Langres, Morvan, caractérisée par un hiver rude (1,5 °C), des vents modérés et des brouillards fréquents en automne et hiver. 
Pour la période 1971-2000, la température annuelle moyenne est de 9,7 °C, avec une amplitude thermique annuelle de 16,8 °C. Le cumul annuel moyen de précipitations est de 795 mm, avec 11,8 jours de précipitations en janvier et 9,3 jours en juillet. Pour la période 1991-2020, la température moyenne annuelle observée sur la station météorologique de Météo-France la plus proche, « Malancourt », sur la commune d'Amnéville à 28 km à vol d'oiseau, est de 10,2 °C et le cumul annuel moyen de précipitations est de 884,1 mm. 
La température maximale relevée sur cette station est de 39,3 °C, atteinte le 25 juillet 2019 ; la température minimale est de −17,9 °C, atteinte le 5 janvier 1985,,. 
Les paramètres climatiques de la commune ont été estimés pour le milieu du siècle (2041-2070) selon différents scénarios d'émission de gaz à effet de serre à partir des nouvelles projections climatiques de référence DRIAS-2020. Ils sont consultables sur un site dédié publié par Météo-France en novembre 2022.

## Urbanisme

### Typologie
Au 1er janvier 2024, Vaudreching est catégorisée commune rurale à habitat dispersé, selon la nouvelle grille communale de densité à sept niveaux définie par l'Insee en 2022.
Elle appartient à l'unité urbaine de Bouzonville, une agglomération intra-départementale regroupant deux  communes, dont elle est une commune de la banlieue,,. Par ailleurs la commune fait partie de l'aire d'attraction de Bouzonville, dont elle est une commune de la couronne,. Cette aire, qui regroupe 12 communes, est catégorisée dans les aires de moins de 50 000 habitants,.

### Occupation des sols
L'occupation des sols de la commune, telle qu'elle ressort de la base de données européenne d’occupation biophysique des sols Corine Land Cover (CLC), est marquée par l'importance des territoires agricoles (57,4 % en 2018), une proportion identique à celle de 1990 (57,4 %). La répartition détaillée en 2018 est la suivante : 
forêts (32,4 %), prairies (20,1 %), terres arables (19,3 %), zones agricoles hétérogènes (18 %), zones urbanisées (5,7 %), milieux à végétation arbustive et/ou herbacée (4,5 %).
La forêt communale appartenant à la commune couvre une superficie de 166 hectares. L'évolution de l’occupation des sols de la commune et de ses infrastructures peut être observée sur les différentes représentations cartographiques du territoire : la carte de Cassini (XVIIIe siècle), la carte d'état-major (1820-1866) et les cartes ou photos aériennes de l'IGN pour la période actuelle (1950 à aujourd'hui).

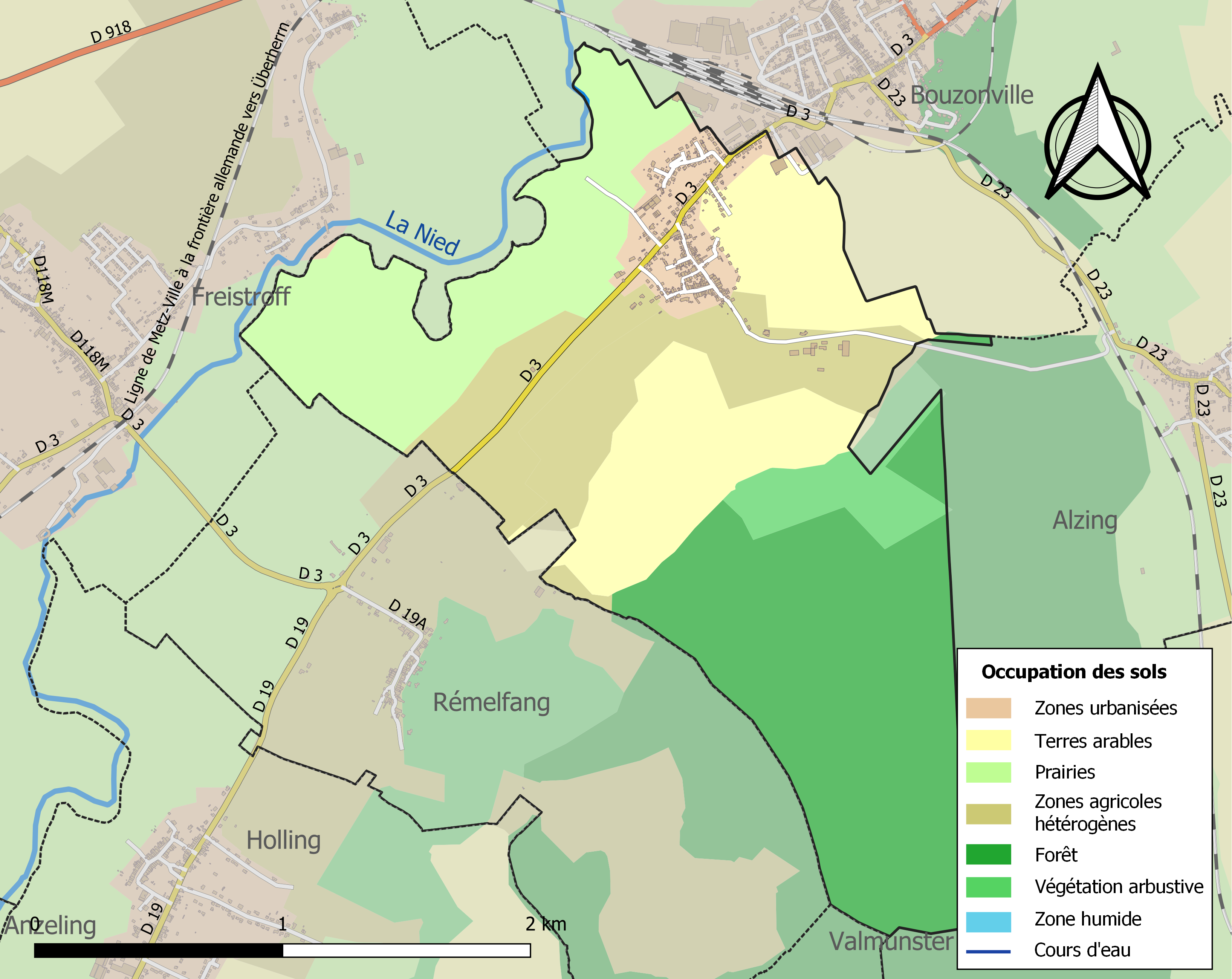
Carte des infrastructures et de l'occupation des sols de la commune en 2018 (CLC).

## Toponymie
- Anciennes mentions : Valdraca et Waldracka (1179)[15], Waldracha (1179)[16], Waldricha (1207)[16], Valdercka (1216)[15], de Waldriche (1229)[16], de Wadrike (1245)[16], Waldinga (1314)[15], Waldrick (1319)[15], de Wadrich (1357)[16], von Walderchin (1434)[16], Waldergyen (1450)[15], de Wallergin (1480)[16], Walderca et Walderchen (1544)[15], Weyllingen (1594)[15], Vallerchen et Wabrichen (1599)[15], Vaderchen (1606)[15], Waldergen (1610)[15], Vallerken (1627)[15], Vallerka (1633)[15], Vallarchen (1680)[15], Valdrechen et Vaudrechin ou Valerchen (XVIIIe siècle)[15], Woderchingen (1720)[15], Vaudrechin et Valesching (1741)[15], Waudreching (1793)[17], Vaudreching (1801)[17], Wallerchen (1871-1918), Waldreich (1940-1944).
- En allemand : Wallerchen[15]. En francique lorrain : Walachen[18].
- Il s'agit du nom de personne germanique Waldhari[16] ou Waldarich[19], suivi de la lettre [a][19]. Celle-ci provient de -acum[16] ou est une forme primitive de la finale germanique -en. Le suffixe -ing de Vaudreching apparait pour la première fois sous la forme -inga en 1314.

## Histoire
- Dépendait de l'ancien duché de Lorraine, dans la seigneurie de Berus.
- Vieux domaine de l'abbaye Sainte-Croix de Bouzonville (1030).
- Paroisse de l'abbaye jusqu'en 1802.

La commune fait l'objet d'un remembrement en 1706. En dépit de l'interdiction, un duel se déroule entre deux soldats, suivi d'un procès qui débouche sur une condamnation des deux duellistes, ainsi que le prévoit la loi en vigueur. Il s'agit du seul duel recensé à ce jour dans le duché de Lorraine pour le XVIIIe siècle.
La présence d'une école est attestée sous le Second Empire.

### Cultes
L'église paroissiale, dédiée à saint Rémi, est jusqu'à la Révolution française l'église-mère des villages de Bouzonville, Vaudreching, Alzing, Edling, Benting, Heckling et même de Brettnach. Les premiers actes religieux conservés dans la paroisse de Vaudreching remontent à l'année 1653. C'est en l'église de Vaudreching que le 22 août 1786, les grands-parents de l'écrivain Bernanos ont été mariés. 
Lors des persécutions religieuses de la période révolutionnaire, quand les moines bénédictins de Bouzonville sont chassés, l'abbé Antoine Ving émigre en 1791 avec son vicaire, Jean Harter, à Heggbach dans le Wurtemberg, où il reste jusqu'en 1802. Mais son vicaire Jean Harter revient déjà en 1797 et est nommé missionnaire de toute la vallée inférieure de la Nied. C'est grâce à lui et à d'autres missionnaires de passage que les actes religieux de cette époque troublée sont disponibles.
De l'extérieur, le style de l'église de Vaudreching ne présente rien d'extraordinaire ; la paroisse, sans richesse, se tenait à l'ombre de la riche abbaye bénédictine Sainte-Croix de Bouzonville, dont elle dépendait. Seul son plafond en stuc et surtout son ancienneté lui confèrent une réelle valeur. Il est impossible de déterminer la date de sa construction, mais le fait qu'elle soit orientée nous laisse deviner qu'elle est très ancienne. Le chœur est orienté vers l'est — vers le lever du soleil — et la tour à l'extrémité de ce chœur représente le Christ montant au Ciel, entraînant avec Lui son peuple représenté dans la nef. L'entrée principale, fermée aujourd'hui, se trouvait autrefois du côté Nord de la nef et représentait pour les constructeurs l'entrée ouverte au peuple païen venant du nord qui n'était pas encore évangélisé. C'est précisément le seuil de cette porte, creusé très profondément sous les pas de ceux qui y entraient au cours des siècles passés, qui nous laisse deviner l'âge très reculé de ce sanctuaire.

## Démographie
L'évolution du nombre d'habitants est connue à travers les recensements de la population effectués dans la commune depuis 1800. Pour les communes de moins de 10 000 habitants, une enquête de recensement portant sur toute la population est réalisée tous les cinq ans, les populations de référence des années intermédiaires étant quant à elles estimées par interpolation ou extrapolation. Pour la commune, le premier recensement exhaustif entrant dans le cadre du nouveau dispositif a été réalisé en 2004.

En 2022, la commune comptait 486 habitants, en évolution de −10,99 % par rapport à 2016 (Moselle : +0,52 %, France hors Mayotte : +2,11 %).
| 1800 | 1806 | 1821 | 1836 | 1841 | 1861 | 1866 | 1871 | 1875 |
| ---- | ---- | ---- | ---- | ---- | ---- | ---- | ---- | ---- |
| 407  | 418  | 842  | 540  | 528  | 491  | 490  | 453  | 418  |

| 1880 | 1885 | 1890 | 1895 | 1900 | 1905 | 1910 | 1921 | 1926 |
| ---- | ---- | ---- | ---- | ---- | ---- | ---- | ---- | ---- |
| 441  | 408  | 392  | 365  | 341  | 417  | 338  | 315  | 312  |

| 1931 | 1936 | 1946 | 1954 | 1962 | 1968 | 1975 | 1982 | 1990 |
| ---- | ---- | ---- | ---- | ---- | ---- | ---- | ---- | ---- |
| 329  | 347  | 345  | 362  | 461  | 526  | 513  | 511  | 530  |

| 1999 | 2004 | 2006 | 2009 | 2014 | 2019 | 2022 | - | - |
| ---- | ---- | ---- | ---- | ---- | ---- | ---- | - | - |
| 510  | 525  | 527  | 564  | 555  | 504  | 486  | - | - |

## Culture locale et patrimoine

### Lieux et monuments
- Vestiges gallo-romains
- Monument aux Morts
- Grotte érigée en 1966 par des ouvriers sarrois aidés par des habitants de Vaudreching. Le financement a été intégralement réalisé par des bienfaiteurs : J.P. Schmitt, G. Linster, G. Welsch, E. Wegner, V. Craus. Bénie par l'abbé Pierre Borne de l'abbaye de Tholey le 15 08 1966. Lett Joseph étant curé de la paroisse de Vaudreching/Alzing, Porot Nicolas maire de la commune, Jean-Pierre Masson président du conseil de fabrique. Une pierre de la grotte de Lourdes est incrustée dans le socle de l'autel. En octobre 2013, la statue de la Vierge et celle de Sainte Bernadette ont été repeintes. Ces travaux furent financés par des mécènes. Au printemps 2015, l'état de la grotte a nécessité une cure de jouvence : décapage, consolidation et mise en étanchéité par un crépi, financée par la commune et le conseil de fabrique, Mr. Paul Straub en est le président. Ces 54 dernières années, le fleurissement a été assuré par des bénévoles de la paroisse.
- La crèche de la Réconciliation chaque année depuis 1954, le conseil de fabrique installe une crèche monumentale avec plus de 200 personnages et plus de 20 moteurs animant une scène de 9,5 mètres de large sur 8 mètres de profondeur et 5 mètres de haut.
- La crèche de l'église Saint-Rémi de mi-décembre à mi-janvier
- Église paroissiale Saint-Rémi XVIIIe siècle, restaurée en 1864 : Christ de Pitié XVIe siècle, Vierge et saint Jean XVIe siècle.
- Le cimetière

### Personnalités liées à la commune
- Bruno Altmayer, artiste peintre ;
- Georges Bernanos, dont certains ancêtres ont vécu à Vaudreching.

### Héraldique
| Blason de Vaudreching | Blason  | D'azur à la croix alaisée d'or, à la colombe d'argent tenant dans son bec la Sainte Ampoule d'or brochant sur la croix. |
| Blason de Vaudreching | Détails | Le statut officiel du blason reste à déterminer.                                                                        |